# Bernard Thévenet
Bernard Thévenet (ur. 10 stycznia 1948 w Saint-Julien-de-Civry, Francja) – francuski kolarz szosowy. Dwukrotny zwycięzca Tour de France, znany szczególnie z faktu detronizacji pięciokrotnego zwycięzcy tego wyścigu - Eddy’ego Merckxa. Również dwukrotnie wygrywał w Dauphiné Libéré - w 1976 oraz 1977 roku.
Thévenet urodził się w rolniczej rodzinie w Burgundii. Został mistrzem Francji w kolarstwie juniorów. Po raz pierwszy wystartował w Tour de France w 1970 i wygrał górski etap kończący się w La Mongie. W 1972 na Tourze doznał ciężkiego upadku podczas zjazdu i miał czasową amnezję. Kiedy zaczął odzyskiwać pamięć, spojrzał na swoją koszulkę kolarską Peugeot i zastanawiał się, czy w ogóle jest możliwe, że jest kolarzem. Kiedy rozpoznał samochód swojej drużyny, wykrzyknął: „Jadę w Tour de France!!!”. Odmówił przerwania wyścigu i cztery dni później wygrał etap na Mont Ventoux. Na Tourze w 1973 roku był ostatecznie drugi, za Luisem Ocaną, a w 1974 wycofał się z wyścigu z powodu choroby.
W 1975 Thévenet nagle zaatakował Merckxa na podjeździe pod Col d’Izoard. Merckx, który cierpiał na chroniczne bóle pleców oraz z powodu skutków złośliwego uderzenia z ręki kibica, próbował podjąć walkę, jednak stracił prowadzenie w klasyfikacji i już go nie odzyskał. Thévenet wygrał cały Tour, który po raz pierwszy w tym roku kończył się na Polach Elizejskich. Merckx, mimo walki do samego końca, był ostatecznie drugi, trzy minuty za Thévenetem. Francuz powiedział potem „Nigdy nie widziałem drugiego takiego sportowca jak Merckx”.
Thévenet wygrał Tour po raz drugi i ostatni w 1977 roku. W tym samym roku wyniki jego testu dopingowego po Paryż-Nicea były pozytywne, a zimą przebywał w szpitalu z powodu dolegliwości wątrobowych, które wywiązały się w związku z długotrwałym stosowaniem sterydów. Zakończył karierę, przyznając się publicznie do brania sterydów (kortyzon) i jednocześnie wezwał sportowców do zaprzestania korzystania ze środków wspomagających.